# José Antonio González Monterroso
José Antonio González Monterroso   (Madrid, 1940) és un metge madrileny establert al País Valencià.

## Biografia
Llicenciat en medicina, exerceix la psiquiatria a Castelló de la Plana. A les eleccions generals espanyoles de 1979 fou escollit senador per la província de Castelló per la UCD. Fou secretari primer de la Comissió Especial per a l'estudi dels probleme que afecten a l'ensenyament universitari espanyol del Senat d'Espanya.
El 1982 es va unir amb Manuel Cerdá Ferrer al Partit d'Acció Democràtica, de Francisco Fernández Ordóñez, que poc després es va unir al PSPV-PSOE.